# سوني إريكسون W200
 (بالإنجليزية : Sony Ericsson W200)
سوني إريكسون W200 walkman هو هاتف محمول أبعادة 101 × 44 × 18 مم وحجمة 85 جرام.
فهو يتميز بكامير VGA وراديو FM وبرنامج Walkman المقدم من سوني ولكنة لا يوجد بة خاصية بلوتوث.
حجم الشاشة 128x160 بكسل, وذاكرة داخلية 27 ميجا بايت ولكن يمكن توسيعها إلي 2 جيجا بايت باستخدام بطاقات ذاكرة Memory Stick Micro M2.
الهاتف ثلاثي الموجات بحيث يمكن استخدام شبكات جي إس إم 900، 1800، 1900.
ألوان الهاتف: أسود، أبيض، فضي، بينك، أزرق مطفي.
الهاتف مزود بكاميرا 0.3 وتقريب الصور ×4 وأيضا يمكنة تسجيل فيديو (3GB مع صوت AMR) تعلو إلي 176 × 144 بكسل.
الهاتف يوجد بة راديو مع دعم RDS.

## المميزات
الموسيقي
- لاعب Walkman 1.0
- يدعم MP3، AAC، MP4 و 3gb
- سماعات هيد فون ستيريو
- راديو FM مع خاصية RDS

المراسلة
- SMS, MMS, e-mail

التوصيل
- أشعة تحت الحمراء
- USB 2.0
- GPRS

الشبكات المتاحة
- GSM 900, 1800, 1900

## الأطلاق
أطلق الهاتف في يناير, 2007.
وكان أفرج عنه في ثلاثة متغيرات، W200a (للأمريكتين)، W200c (للصين) وW200i (بقية العالم).
وكان بين الثلاث هواتف متغيرات بسيطة مثل لغة الهاتف.
بيعة في حوالي 150$ في إطلاقه في الولايات المتحدة. في المملكة المتحدة كانت في البداية كان بـ200 جنية إسترليني وبعد ذلك انخفض سعره إلى 100 جنية إسترليني.

## الأستقبال
أساسا صنع هذا الجهاز للشباب الذين يبحثون عن هاتف محمول سعرة معقول، إن هذا الهاتف يحتوي على لاعب موسيقي وكاميرا وأشياء كثيرة أخرى أي هاتف بهذة الإمكانيات يكون بضعف السعر.
وقال في استعراضه CNET.uk -- «الخصائص الموسيقية هي واحدة من الجوانب الأكثر إثارة للإعجاب من الهاتف».
وانتقد العديد من المراجعين عدم وجود بلوتوث، نظرا لأنه كان الهاتف الموسيقى، لكنه اعترف الموسيقى ذات جودة عالية الإنتاج والقيمة مقابل المال. مع مثل هذه السمات، سوني اريكسون W200 ذهب ليصبح واحد من أكثر هواتف الـWalkman مبيعا.

## وصلات خارجية
- Sony Ericsson